# Gracilodes disticha
Gracilodes disticha là một loài bướm đêm trong họ Erebidae.